# Tama-ku
Pour les articles homonymes, voir Tama.
Tama (多摩区, Tama-ku) est l'un des sept arrondissements de la ville de Kawasaki dans la préfecture de Kanagawa, au Japon. Il est situé au nord-ouest de la ville.
En 2016, sa population est de 214 441 habitants pour une superficie de 20,50 km2, ce qui fait une densité de population de 10 460 hab./km2.

## Lieux notables

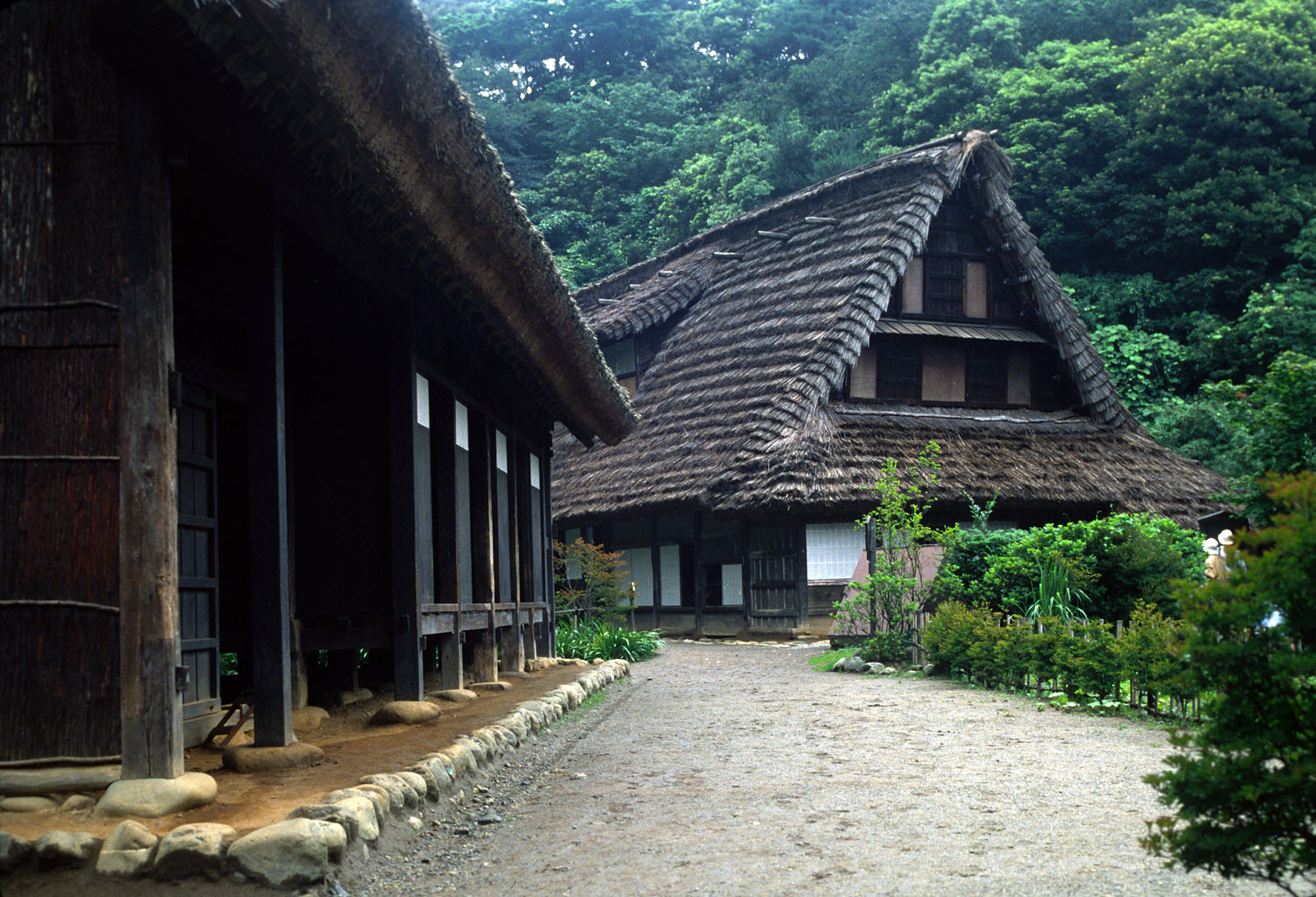
Nihon Minka-en à Tama-ku.

- Nihon Minka-en
- Yomiuri Land
- Fujiko·F·Fujio Museum

## Transport publics
L'arrondissement est desservi par plusieurs lignes ferroviaires :
- ligne Nambu de la compagnie  JR East,
- ligne Sagamihara de la compagnie Keiō,
- ligne Odawara de la compagnie Odakyū.